# KPackage
KPackage è un programma di gestione dei pacchetti per l'ambiente desktop KDE.
Gestisce pacchetti in formato RPM e KISS, come i pacchetti Debian, Slackware, BSD e Gentoo. Fornisce una GUI per la gestione e l'aggiornamento dei pacchetti già presenti e l'installazione e l'acquisizione di nuovi pacchetti. Inoltre, fornisce funzionalità per aiutare a gestire la cache dei pacchetti.
Fa parte del modulo kdeadmin di KDE.